# Gadara
Gadara (arab. أم قيس, Umm Qais, hebr. גדרה, gad´a-ra, gr. Γάδαρα, Gádara bądź Αντιόχεια της Σεμίραμης, Antiochia Semiramis; niekiedy też Seleucja) – stanowisko archeologiczne w północnej Jordanii. Na części obszaru starożytnego miasta należącego w okresie rzymskim do Dekapolu, znajduje się dzisiaj arabska osada Umm Kajs, licząca w 2015 r. 6124 mieszkańców.
Wśród dwóch teorii dotyczących pochodzenia nazwy miasta, pierwsza doszukuje się źródłosłowu semickiego, gdyż w hebrajskim גדר to ogrodzenie lub granica.  Semickie gadara obecne jest w języku do dziś, ponieważ mieszkańcy Umm Qais nazywają tak starożytne kamienne grobowce z sarkofagami, znajdujące się na wschód od ruin miasta (arab. Jedūr).

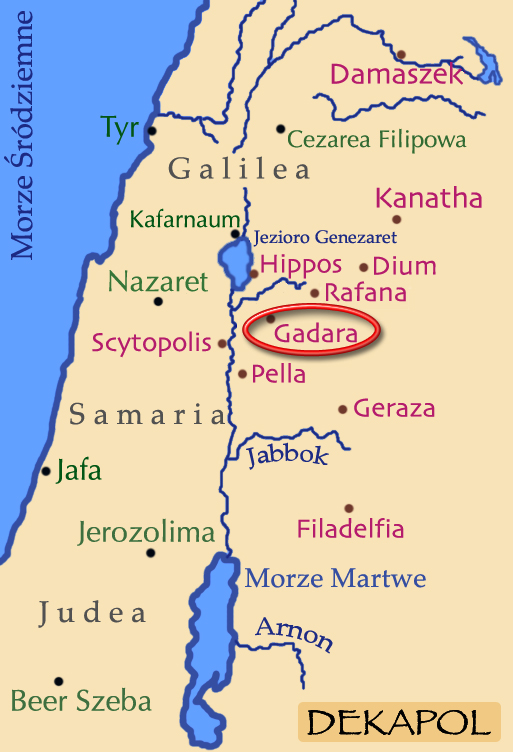
Gadara w Dekapolu

Według drugiej teorii nazwa miasta byłaby nawiązaniem do Gadeiry w Macedonii, ojczyźnie Aleksandra Wielkiego.

## Czasy starożytne

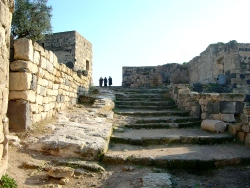
Umm Qais – ruiny Gadary w Jordanii

Gadarę podbił Antioch III Wielki, gdy w 218 p.n.e. najechał Palestynę. Wtedy zmieniono nazwę na Antiochia Semiramis i Seleucja.
Podobnie jak inne zhellenizowane miasta w Zajordaniu, Gadara została zdobyta przez Aleksandra Janneusza (83-80 p.n.e.). Poskutkowało to emigracją wielu mieszkańców z uwagi na to, że Janneusz zmuszał ludność do przechodzenia na judaizm. W 63 p.n.e. obszar ten podbił Pompejusz. Miasto zostało odbudowane, do czego w znacznym stopniu przyczynił się jeden z jego mieszkańców – Demetriusz, i weszło do wspólnoty dziesięciu wolnych miast, zwanej Dekapolis.
W 30 p.n.e. Oktawian August przekazał miasto Herodowi Wielkiemu, a po jego śmierci (4 p.n.e.) znalazło się ono w prowincji syryjskiej imperium rzymskiego. Na początku wojny żydowskiej (66-73) Gadara nie odczuła skutków konfliktu, ponieważ mieszkańcy uwięzili buntowniczo nastawionych Żydów, spośród których część zabito, innych osadzono w więzieniu. Rzymianie (Wespazjan) utrzymywali w Gadarze garnizon, a po klęsce powstańców miasto nie utraciło swego znaczenia.
W roku 303 Gadara stała się miejscem męczeństwa diakona o imieniu Zacheusz.
Po edykcie mediolańskim bardzo szybko zaszczepiono w mieście chrześcijaństwo. Wiadomo, że w soborze nicejskim (325) uczestniczył miejscowy biskup Sabinus. W tym czasie miasto musiało już być jednym z ośrodków chrześcijaństwa w Zajordaniu, o znaczeniu o nie mniejszym niż Bosra, Zora, Geraza czy Madaba. W Gadarze odkryto również pozostałości bizantyjskiego kościoła.
W VII w. miasto dostało się pod panowanie arabskie. Olbrzymie szkody w mieście spowodowało trzęsienie ziemi 18 stycznia 748.

## Ziemia Gadareńczyków
Choć miasto nie jest wymienione w Nowym Testamencie, Ewangeliści mówią o kraju Gadareńczyków: χώρα τῶν Γαδαρηνῶν (Mt 8,28, oraz w tekstach paralelnych – o krainie Gerazeńczyków: χώρα τῶν Γερασηνῶν Mk 5,1, Łk 8,26.37). Bibliści wskazują różne lokalizacje Jezusowych cudów uwolnienia opętanych i opętanego. W najstarszych greckich kodeksach natrafić można zarówno na Mateuszowy kraj Gadareńczyków, jak i Markową i Łukaszową krainę Gerazeńczyków. Nawet jeśli Gadara była miastem w rejonie Gerazy, to musiała mieć szczególną autonomię.